# Pedicularis rhynchotricha
Pedicularis rhynchotricha är en snyltrotsväxtart som beskrevs av Tsoong. Pedicularis rhynchotricha ingår i släktet spiror, och familjen snyltrotsväxter. Inga underarter finns listade i Catalogue of Life.